# Parc national de la Chorie
Le parc national de la Chorie, en russe Шорский национальный парк, Chorsky natsionalny park, est une aire naturelle protégée de Russie située en Chorie montagneuse dans la partie méridionale de l'oblast de Kemerovo et fondée le 27 décembre 1989. Il s'étend sur 4 138 kilomètres carrés dans le raïon de Tachtagol. La longueur du parc du nord au sud est de 110 km et sa largeur d'ouest en est de 90 km. Son siège se trouve à Tachtagol.

## Géographie
Le parc national de la Chorie se trouve dans une zone de taïga montagneuse au nord-est de l'Altaï, divisée par plusieurs vallées. L'altitude moyenne varie entre 500 et 800 mètres et les sommets culminent entre 1 600 mètres et 1 800 mètres. Le climat est continental, mais la barrière à l'est de l'Alataou de Kouznetsk et à l'ouest du plateau de Salaïr, permettent un micro-climat: la température moyenne en janvier est comprise entre −20 °C et −22 °C et en juillet entre +17 °C et +18 °C, sauf dans les sommets où elle chute brutalement. L'enneigement dure d'octobre à avril. Les vents viennent surtout du sud ou du sud-ouest.
Le parc est baigné de nombreuses rivières et de nombreux torrents. La rivière la plus importante est la rivière Mrassou.

## Flore
La flore est typique de la taïga avec des pins de Sibérie (le pin sylvestre étant plus rare), des sapins et des mélèzes, etc. ainsi que des bouleaux blancs et des trembles, 90,4 % du territoire étant recouvert de forêts de montagne. On trouve également des espèces rares ici, comme l'épicéa de Sibérie, le sabot de Vénus, la dent de chien de Sibérie (Erythronium sibiricum) ou l'orpin rose. On rencontre sur les piémonts des merisiers à grappes et des sorbiers de Sibérie. Une soixantaine d'espèces sont inscrites au livre rouge de Russie ou à celui de l'oblast de Kemerovo des espèces menacées

## Faune
La faune que l'on rencontre dans le parc est variée. Ce sont surtout: la zibeline, le vison de Sibérie et le vison d'Amérique, l'écureuil, le lièvre de Sibérie, la loutre, le blaireau, l'hermine, la belette de montagne et la belette de steppe, le glouton, le renard, le loup, l'ours brun et le lynx, ainsi que l'élan, le renne sauvage, le porte-musc de Sibérie, le chevreuil et le cerf élaphe.
On trouve également des espèces plus petites, comme la taupe de Sibérie, le tamias de Sibérie, le campagnol nageur, le rat musqué, le hamster.
Parmi les 182 espèces d'oiseaux présentes, on remarque le canard colvert, le canard pilet, le canard gris, la sarcelle d'été et la sarcelle d'hiver, le fuligule milouin, le grand tétras et le tétras lyre, la gélinotte des bois, la caille, le râle des genêts, la bécasse, la bécassine, la bécassine sourde et la bécassine double. Les espèces rares sont représentées par la cigogne noire, l'aigle royal, le faucon pèlerin et le balbuzard pêcheur.
Les rivières, parmi les quatorze espèces de poissons, sont peuplées d'ombres, de lénoks et de taïmens.

## Tourisme

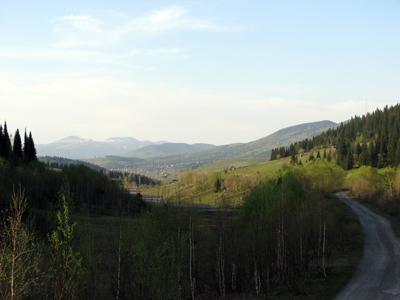
Le mont Moustag au fond

Le parc est ouvert aux randonneurs à pied ou à cheval, ainsi qu'aux alpinistes et aux spéléologues. Il existe plusieurs itinéraires prisés des touristes :
- Le cours de la rivière Mrassou, jusqu'à Oust-Kabyrza (110 km), avec ses cascades ;
- Sosnovka-Tachtagol (40 km) ;
- Tachtagol-Kabouk (90 km) en automobile l'été.

Le mont Moustag (la « Perle de la Chourie ») est accessible aux skieurs, au sein de la station de ski de Cheregech. On peut atteindre également le lac Koul-Taïga sur la montagne du même nom. Il existe plusieurs grottes, dont les grottes de Kizass, la grotte Nadejda (Espérance), qui sont des monuments naturels, comme la chute d'eau Saga, etc. 